# Sportgemeinschaft 09 Wattenscheid 1984-1985
Questa voce raccoglie le informazioni riguardanti la Sportgemeinschaft 09 Wattenscheid nelle competizioni ufficiali della stagione 1984-1985.

## Stagione
Nella stagione 1984-1985 il Wattenscheid, allenato da Fahrudin Jusufi, concluse il campionato di 2. Bundesliga al 10º posto. In Coppa di Germania il Wattenscheid fu eliminato al secondo turno dal Waldhof Mannheim.

## Rosa
| N. |                     | Ruolo | Calciatore         |
| -- | ------------------- | ----- | ------------------ |
|    | Germania (bandiera) | P     | Jörg Dohn          |
|    | Germania (bandiera) | P     | Jupp Koitka        |
|    | Germania (bandiera) | D     | Thomas Duschanski  |
|    | Croazia (bandiera)  | D     | Vilson Džoni       |
|    | Germania (bandiera) | D     | Ulrich Gentze      |
|    | Germania (bandiera) | D     | Frank Kontny       |
|    | Germania (bandiera) | D     | Thomas Langbein    |
|    | Germania (bandiera) | D     | Thomas Siewert     |
|    | Germania (bandiera) | D     | Werner Steeger     |
|    | Germania (bandiera) | D     | Stephan Zander     |
|    | Germania (bandiera) | C     | Markus Falkenstein |
|    | Germania (bandiera) | C     | Karl Gerban        |

| N. |                     | Ruolo | Calciatore        |
| -- | ------------------- | ----- | ----------------- |
|    | Germania (bandiera) | C     | Klaus Kramer      |
|    | Germania (bandiera) | C     | Harald Kügler     |
|    | Germania (bandiera) | C     | Lothar Steinbach  |
|    | Germania (bandiera) | C     | Burkhard Steiner  |
|    | Germania (bandiera) | C     | Martin Tilner     |
|    | Germania (bandiera) | C     | Günter Tinnefeld  |
|    | Germania (bandiera) | A     | Sergio Allievi    |
|    | Germania (bandiera) | A     | Gerhard Drews     |
|    | Germania (bandiera) | A     | Norbert Elgert    |
|    | Germania (bandiera) | A     | Peter Kunkel      |
|    | Germania (bandiera) | A     | Waldemar Steubing |
|    | Germania (bandiera) | A     | Hermann Wulfmeier |

## Organigramma societario
Area tecnica
- Allenatore: Fahrudin Jusufi
- Allenatore in seconda:
- Preparatore dei portieri:
- Preparatori atletici:

## Calciomercato

### Sessione estiva
| Acquisti | Acquisti         | Acquisti             | Acquisti |
| R.       | Nome             | da                   | Modalità |
| -------- | ---------------- | -------------------- | -------- |
| P        | Jupp Koitka      | Alemannia Aquisgrana |          |
| C        | Burkhard Steiner | Hannover 96          |          |

| Cessioni | Cessioni            | Cessioni | Cessioni |
| R.       | Nome                | a        | Modalità |
| -------- | ------------------- | -------- | -------- |
| D        | Michael Schuhmacher | Magonza  |          |

### Sessione invernale
| Acquisti | Acquisti | Acquisti | Acquisti |
| R.       | Nome     | da       | Modalità |
| -------- | -------- | -------- | -------- |

| Cessioni | Cessioni | Cessioni | Cessioni |
| R.       | Nome     | a        | Modalità |
| -------- | -------- | -------- | -------- |

## Risultati

### 2. Bundesliga

#### Girone di andata
| Arbitro: | Schmidhuber |

|  |           |           |
|  | Marcatori | 19’ Drews |

| Arbitro: | Osmers |

|                       |           |                    |
| Kügler 28’ Kunkel 65’ | Marcatori | 87’ (rig.) Brefort |

| Arbitro: | Kost |

|           |           |           |
| Golke 12’ | Marcatori | 28’ Džoni |

| Arbitro: | Bruch |

|           |           |                 |
| Džoni 45’ | Marcatori | 46’ Burgsmüller |

| Arbitro: | Kasperowski |

|                              |           |  |
| Hach 16’ Ruof 89’ Thomas 90’ | Marcatori |  |

| Arbitro: | Barnick |

|                                     |           |                         |
| Kunkel 58’ Wulfmeier 87’ Kügler 90’ | Marcatori | 17’ Schopen 36’ Kaminke |

| Arbitro: | Horeis |

|                             |           |          |
| Džoni 2’ (rig.) Allievi 79’ | Marcatori | 29’ Weiß |

| Arbitro: | Assenmacher |

|           |           |  |
| Römer 39’ | Marcatori |  |

| Arbitro: | Bodmer |

|                       |           |            |
| Tilner 48’ Kügler 58’ | Marcatori | 16’ Müller |

| Arbitro: | Kriegelstein |

|              |           |                                             |
| Labbadia 85’ | Marcatori | 25’ Allievi 26’ Kügler 37’ Drews 45’ Tilner |

| Arbitro: | Pauly |

|                             |           |                     |
| Allievi 29’ Kügler 63’, 85’ | Marcatori | 18’ Horch 88’ Knauf |

| Arbitro: | Mierswa |

|                                           |           |            |
| Glöde 18’ Clute-Simon 22’ Grillemeier 88’ | Marcatori | 19’ Kügler |

| Arbitro: | Kasperowski |

|                               |           |  |
| Džoni 34’ (rig.) Steubing 49’ | Marcatori |  |

| Arbitro: | Reinstädtler |

|                                 |           |  |
| Eckstein 59’ Bittorf 90’ (rig.) | Marcatori |  |

| Arbitro: | Schmidhuber |

|                        |           |                                          |
| Kügler 53’ Allievi 79’ | Marcatori | 22’ Struckmann 38’, 84’ Notthoff 81’ Lay |

| Arbitro: | Heitmann |

|  |           |                        |
|  | Marcatori | 22’ Allievi 75’ Kügler |

| Arbitro: | Neuner |

|                                                      |           |                |
| Kügler 18’ Džoni 36’ (rig.) Steubing 50’ Allievi 68’ | Marcatori | 29’ Kurtenbach |

| Arbitro: | Ermer |

|                                                   |           |  |
| Merkle 7’ Ackermann 12’ Remark 57’ Dannenberg 82’ | Marcatori |  |

| Arbitro: | Boos |

|            |           |                              |
| Allievi 1’ | Marcatori | 74’ Schlegel 82’ Hönnscheidt |

#### Girone di ritorno
| Arbitro: | Huster |

|            |           |           |
| Kunkel 13’ | Marcatori | 23’ Höfer |

| Arbitro: | Bruch |

|  |           |              |
|  | Marcatori | 80’ Steubing |

| Arbitro: | Wiesel |

|                                 |           |              |
| Wulfmeier 41’ Steubing 52’, 76’ | Marcatori | 43’ Beermann |

| Arbitro: | Kost |

|                             |           |                            |
| Burgsmüller 14’, 51’ (rig.) | Marcatori | 66’ Wulfmeier 77’ Steubing |

| Arbitro: | Barnick |

|                            |           |                                |
| Tinnefeld 27’ Steubing 50’ | Marcatori | 61’ (aut.) Siewert 82’ Brandts |

| Arbitro: | Probst |

|            |           |                                |
| Ludwig 32’ | Marcatori | 32’ (rig.) Džoni 90’ Wulfmeier |

| Arbitro: | Amerell |

|                           |           |                                   |
| Hauck 14’, 41’ Zeller 37’ | Marcatori | 30’ Džoni 71’ Kunkel 90’ Steubing |

| Arbitro: | Assenmacher |

|  |           |              |
|  | Marcatori | 8’ Jurgeleit |

| Arbitro: | Schmidhuber |

|                                    |           |  |
| Schwickert 51’ (rig.) Mörsdorf 64’ | Marcatori |  |

| Arbitro: | Huster |

|                               |           |                            |
| Steubing 39’ Džoni 45’ (rig.) | Marcatori | 26’ Posniak 36’ Zimmermann |

| Arbitro: | Roth |

|                                                               |           |              |
| Bakalorz 29’, 58’ (rig.), 71’ (rig.) Traser 53’ Deuerling 87’ | Marcatori | 18’ Steubing |

| Arbitro: | Schäfer |

|                                 |           |  |
| Drews 21’ Džoni 57’ Allievi 90’ | Marcatori |  |

| Arbitro: | Osmers |

|                                             |           |                      |
| Hartmann 16’ (rig.) Gerber 19’ Hellberg 50’ | Marcatori | 57’ Kunkel 88’ Džoni |

| Arbitro: | Kasperowski |

|            |           |                                     |
| Kügler 62’ | Marcatori | 56’ Brunner 75’ Dorfner 81’ Brunner |

| Arbitro: | Steffens |

|         |           |           |
| Lay 52’ | Marcatori | 90’ Drews |

| Arbitro: | Barnick |

|                              |           |                               |
| Steubing 3’ Džoni 38’ (rig.) | Marcatori | 17’, 81’ Pilipović 56’ Menger |

| Arbitro: | Werner |

|                             |           |            |
| Kurtenbach 13’ Grabosch 16’ | Marcatori | 40’ Kügler |

| Arbitro: | Kriegelstein |

|                               |           |                                            |
| Steubing 34’ Drews 76’ (rig.) | Marcatori | 21’, 67’ Dannenberg 30’ Remark 85’ Wiesner |

| Arbitro: | Dellwing |

|                      |           |            |
| Blättel 38’ Seel 54’ | Marcatori | 42’ Tilner |

### Coppa di Germania
| Arbitro: | Strigel |

|                          |           |                                           |
| Schwabl 20’, 38’ Alt 22’ | Marcatori | 5’ Steiner 18’, 50’, 80’ Drews 25’ Kügler |

| Arbitro: | Umbach |

|  |           |                                            |
|  | Marcatori | 55’ Makan 70’ (aut.) Drews 76’, 89’ Walter |

## Statistiche

### Statistiche di squadra
| Competizione      | Punti | In casa | In casa | In casa | In casa | In casa | In casa | In trasferta | In trasferta | In trasferta | In trasferta | In trasferta | In trasferta | Totale | Totale | Totale | Totale | Totale | Totale | DR |
| Competizione      | Punti | G       | V       | N       | P       | Gf      | Gs      | G            | V            | N            | P            | Gf           | Gs           | G      | V      | N      | P      | Gf     | Gs     | DR |
| ----------------- | ----- | ------- | ------- | ------- | ------- | ------- | ------- | ------------ | ------------ | ------------ | ------------ | ------------ | ------------ | ------ | ------ | ------ | ------ | ------ | ------ | -- |
| 2. Bundesliga     | 36    | 19      | 9       | 4       | 6       | 38      | 32      | 19           | 5            | 4            | 10           | 23           | 36           | 38     | 14     | 8      | 16     | 61     | 68     | -7 |
| Coppa di Germania | -     | 1       | 0       | 0       | 1       | 0       | 4       | 1            | 1            | 0            | 0            | 5            | 3            | 2      | 1      | 0      | 1      | 5      | 7      | -2 |
| Totale            | 36    | 20      | 9       | 4       | 7       | 38      | 36      | 20           | 6            | 4            | 10           | 28           | 39           | 40     | 15     | 8      | 17     | 66     | 75     | -9 |

### Andamento in campionato
| Giornata  | 1 | 2 | 3 | 4 | 5 | 6 | 7 | 8 | 9 | 10 | 11 | 12 | 13 | 14 | 15 | 16 | 17 | 18 | 19 | 20 | 21 | 22 | 23 | 24 | 25 | 26 | 27 | 28 | 29 | 30 | 31 | 32 | 33 | 34 | 35 | 36 | 37 | 38 |
| --------- | - | - | - | - | - | - | - | - | - | -- | -- | -- | -- | -- | -- | -- | -- | -- | -- | -- | -- | -- | -- | -- | -- | -- | -- | -- | -- | -- | -- | -- | -- | -- | -- | -- | -- | -- |
| Luogo     | T | C | T | C | T | C | C | T | C | T  | C  | T  | C  | T  | C  | T  | C  | T  | C  | C  | T  | C  | T  | C  | T  | T  | C  | T  | C  | T  | C  | T  | C  | T  | C  | T  | C  | T  |
| Risultato | V | V | N | N | P | V | V | P | V | V  | V  | P  | V  | P  | P  | V  | V  | P  | P  | N  | V  | V  | N  | N  | V  | N  | P  | P  | N  | P  | V  | P  | P  | N  | P  | P  | P  | P  |
| Posizione | 7 | 3 | 2 | 2 | 8 | 5 | 2 | 7 | 6 | 4  | 2  | 4  | 2  | 6  | 6  | 6  | 4  | 6  | 6  | 7  | 6  | 5  | 5  | 6  | 5  | 5  | 6  | 6  | 6  | 6  | 6  | 6  | 6  | 6  | 8  | 9  | 9  | 10 |

Legenda:

Luogo: C = Casa; T = Trasferta. Risultato: V = Vittoria; N = Pareggio; P = Sconfitta.

### Statistiche dei giocatori
| Giocatore      | 2. Bundesliga | 2. Bundesliga | 2. Bundesliga | 2. Bundesliga | Coppa di Germania | Coppa di Germania | Coppa di Germania | Coppa di Germania | Totale   | Totale | Totale      | Totale     |
| Giocatore      | Presenze      | Reti          | Ammonizioni   | Espulsioni    | Presenze          | Reti              | Ammonizioni       | Espulsioni        | Presenze | Reti   | Ammonizioni | Espulsioni |
| -------------- | ------------- | ------------- | ------------- | ------------- | ----------------- | ----------------- | ----------------- | ----------------- | -------- | ------ | ----------- | ---------- |
| S. Allievi     | 30            | 8             | 5             | 0             | 1                 | 0                 | 1                 | 0                 | 31       | 8      | 6           | 0          |
| J. Dohn        | 5             | 0             | 1             | 0             | 0                 | 0                 | 0                 | 0                 | 5        | 0      | 1           | 0          |
| G. Drews       | 36            | 5             | 4             | 0             | 2                 | 3                 | 0                 | 0                 | 38       | 8      | 4           | 0          |
| T. Duschanski  | 1             | 0             | 1             | 0             | 0                 | 0                 | 0                 | 0                 | 1        | 0      | 1           | 0          |
| V. Džoni       | 36            | 11            | 5             | 0             | 2                 | 0                 | 0                 | 0                 | 38       | 11     | 5           | 0          |
| N. Elgert      | 0             | 0             | 0             | 0             | 0                 | 0                 | 0                 | 0                 | 0        | 0      | 0           | 0          |
| M. Falkenstein | 1             | 0             | 0             | 0             | 0                 | 0                 | 0                 | 0                 | 1        | 0      | 0           | 0          |
| U. Gentze      | 0             | 0             | 0             | 0             | 0                 | 0                 | 0                 | 0                 | 0        | 0      | 0           | 0          |
| K. Gerban      | 18            | 0             | 2             | 0             | 1                 | 0                 | 0                 | 0                 | 19       | 0      | 2           | 0          |
| J. Koitka      | 33            | 0             | 1             | 0             | 2                 | 0                 | 0                 | 0                 | 35       | 0      | 1           | 0          |
| F. Kontny      | 2             | 0             | 0             | 0             | 0                 | 0                 | 0                 | 0                 | 2        | 0      | 0           | 0          |
| K. Kramer      | 1             | 0             | 0             | 0             | 0                 | 0                 | 0                 | 0                 | 1        | 0      | 0           | 0          |
| P. Kunkel      | 35            | 5             | 5             | 0             | 2                 | 0                 | 0                 | 0                 | 37       | 5      | 5           | 0          |
| H. Kügler      | 37            | 12            | 4             | 0             | 2                 | 1                 | 0                 | 0                 | 39       | 13     | 4           | 0          |
| T. Langbein    | 3             | 0             | 1             | 0             | 0                 | 0                 | 0                 | 0                 | 3        | 0      | 1           | 0          |
| T. Siewert     | 33            | 0             | 1             | 0             | 1                 | 0                 | 0                 | 0                 | 34       | 0      | 1           | 0          |
| W. Steeger     | 35            | 0             | 10            | 0             | 2                 | 0                 | 0                 | 0                 | 37       | 0      | 10          | 0          |
| L. Steinbach   | 2             | 0             | 0             | 0             | 0                 | 0                 | 0                 | 0                 | 2        | 0      | 0           | 0          |
| B. Steiner     | 29            | 0             | 6             | 1             | 2                 | 1                 | 1                 | 0                 | 31       | 1      | 7           | 1          |
| W. Steubing    | 31            | 12            | 1             | 0             | 1                 | 0                 | 0                 | 0                 | 32       | 12     | 1           | 0          |
| M. Tilner      | 37            | 3             | 4             | 0             | 2                 | 0                 | 0                 | 0                 | 39       | 3      | 4           | 0          |
| G. Tinnefeld   | 34            | 1             | 10            | 0             | 2                 | 0                 | 1                 | 0                 | 36       | 1      | 11          | 0          |
| H. Wulfmeier   | 28            | 4             | 2             | 0             | 2                 | 0                 | 0                 | 0                 | 30       | 4      | 2           | 0          |
| S. Zander      | 15            | 0             | 4             | 2             | 2                 | 0                 | 0                 | 0                 | 17       | 0      | 4           | 2          |